# Takeo Kurita
Takeo Kurita (jap. 栗田 健男 Kurita Takeo; ur. 28 kwietnia 1889 w Mito, zm. 19 grudnia 1977) – wiceadmirał Japońskiej Cesarskiej Marynarki Wojennej podczas II wojny światowej.

## Kariera wojskowa
Kurita urodził się w Mito w prefekturze Ibaraki. Gdy miał szesnaście lat, wstąpił do Akademii Cesarskiej Marynarki Wojennej w Etajima, którą ukończył w 1910 roku z 28. lokatą na 149 słuchaczy. Jako kadet służył na krążownikach „Kasagi” i „Niitaka”. Po otrzymaniu w roku 1911 stopnia midszypmena został przydzielony na krążownik „Tatsuta”.
W roku 1913 Kurita został podporucznikiem i otrzymał kolejno przydziały na: pancernik „Satsuma”, niszczyciel „Sakaki” i krążownik „Iwate”. Stopień porucznika otrzymał 1 grudnia 1916 roku. Do 1919 roku służył na krążowniku „Tone” i niszczycielach „Kaba” i „Minekaze” (na tym ostatnim był oficerem broni torpedowej).
W roku 1920 otrzymał pierwsze samodzielne dowództwo na niszczycielu „Shigure”, a w 1921 roku dowodził niszczycielem „Oite”. Jako komandor podporucznik Kurita od roku 1922 dowodził niszczycielami: „Wakatake”, „Hagi” i „Hamakaze”, a od 1927 roku – jako komandor porucznik – niszczycielem „Urakaze”, a następnie 25. i 10. dywizjonem niszczycieli. Awansowany w 1932 roku na komandora dowodził 12. dywizjonem niszczycieli, krążownikiem „Abukuma”, a od 1937 roku – pancernikiem „Kongō”. 15 listopada 1938 roku otrzymał stopień kontradmirała. W chwili ataku na Pearl Harbor dowodził 7. Dywizjonem Krążowników .

## II wojna światowa
W grudniu 1941 roku dywizjon krążowników Kurity brał udział w inwazji na Jawę w Holenderskich Indiach Wschodnich i w rajdzie na Ocean Indyjski, gdzie dowodził zespołem składającym się z sześciu ciężkich krążowników i lekkiego lotniskowca „Ryūjō”, który zatopił w Zatoce Bengalskiej statki o łącznym tonażu 135 000 BRT. W czasie bitwy pod Midway (służył wtedy pod rozkazami adm. Nobutake Kondō) dowodził 7. Dywizjonem Krążowników. Jeden z okrętów jego zespołu (krążownik „Mikuma”) został wówczas zatopiony, drugi (krążownik „Mogami”) wskutek kolizji został ciężko uszkodzony. Mimo tego już 1 maja 1942 roku otrzymał awans na wiceadmirała i w lipcu objął dowództwo 3. Dywizjonu Pancerników.
W walkach o Guadalcanal 13 października pancerniki Kurity przeprowadziły intensywne bombardowanie Henderson Field, wystrzeliwując łącznie 918 pocisków dużych kalibrów. W okresie późniejszym Kurita dowodził znacznymi siłami floty w czasie walk o środkową część archipelagu Salomona i w bitwie na Morzu Filipińskim. W roku 1943 Kurita zastąpił admirała Kondō na stanowisku dowódcy 2. Floty.
W 2. Flocie Kurity znajdowały się superpancerniki: „Yamato” i „Musashi”, starszej daty pancerniki „Kongō”, „Haruna” i „Nagato”. Oprócz tego krążowniki ciężkie: „Atago”, „Takao”, „Chōkai”, „Suzuya”, „Kumano”, „Myōkō”, „Maya”, „Haguro”, „Tone” i „Chikuma”, ubezpieczane przez krążowniki lekkie „Yahagi” i „Noshiro” wraz z eskortą, składającą się z piętnastu niszczycieli. Słabą stroną zespołu było to, że w jego skład nie wchodziły żadne lotniskowce.
Będący typem człowieka gotowego umrzeć za sprawę, Kurita, podobnie jak Yamamoto, uważał, że pójście na dno wraz z okrętem to niepotrzebna strata doświadczonego i wartościowego dowódcy. Gdy otrzymał od admirała Soemu Toyody rozkaz zaatakowania sił amerykańskich pod Leyte, uznał to za zbędne narażanie okrętów i ludzi, szczególnie gdy mógł wejść do zatoki już po lądowaniu Amerykanów, gdzie do zaatakowania przez jego wielkie okręty zostało niewiele więcej niż puste statki transportowe. Tym niemniej postanowił wykonać rozkaz przełożonych, tak tłumacząc to swoim oficerom:

Wiem, że wielu z was jest przeciwnych naszej misji. Ale sytuacja wojenna jest znacznie bardziej krytyczna niż możecie to sobie wyobrazić. Czyż nie byłby wstyd, gdyby flota pozostała cała, a naród zginął? (...) jestem za przyjęciem misji wdarcia się do zatoki Leyte, nawet jeśli miałaby być ostatnią.

### Operacja „Shō-Ichi-Gō” – bitwa o życie
W trakcie operacji „Shō-Ichi-Gō” wiceadmirał Takeo Kurita dowodził bezpośrednio japońskim 1 Zespołem Uderzeniowym („Rajdowym”) 2 Floty. Pierwszy okręt flagowy Kurity, krążownik „Atago”, został zatopiony przez amerykański okręt podwodny w cieśninie Palawan sześć dni przed bitwą w zatoce Leyte, co zmusiło go do przeniesienia swego proporca na pokład „Yamato”. Samoloty amerykańskie, rzucone do ataku na wykryte okręty Kurity, osiągnęły spory sukces. W trakcie 259 lotów bojowych zatopiono dumę japońskiej floty – superpancernik „Musashi” – i uszkodzono kilka innych jednostek. Przed całkowitą zagładą zespół Kurity uratowało to, że właśnie zostały wykryte siły lotniskowców adm. Ozawy. Zespół ten został uznany przez adm. Halseya za większe zagrożenie. Zdecydował się on na zwrot w kierunku nowego przeciwnika. Halseya zmyliła zmiana kursu na powrotny, zarządzona przez Kuritę, który uznał, że forsowanie cieśniny San Bernardino w ciągu dnia wystawi jego zespół, pozbawiony wsparcia lotniczego i swobody manewru w wąskich wodach cieśniny, na pewne zniszczenie przez lotnictwo amerykańskie.
Kurita uparcie jednak dążył ze swoimi okrętami do bitwy i o godzinie 17.15 zmienił ponownie kurs na cieśninę San Bernardino. Dzięki fortelowi japońskiemu (pozorowanemu odwrotowi i odciągnięciu TF34 adm. Halseya na północ przez Siły Ruchome adm. Ozawy) Kurita zrealizował zamierzenia: pomimo strat na morzu Sibuyan przeszedł przez cieśninę San Bernardino i szedł na spotkanie z flotą amerykańską. Wiceadmirał Thomas Kinkaid, dowódca 7 Floty, odpowiedzialny za osłonę operacji desantowej, zakładał, że w planie bitwy zadaniem Halseya jest ochrona północnego podejścia do zatoki Leyte (od strony cieśniny San Bernardino) i że znajdują się tam lotniskowce grupy operacyjnej TF 34. W tej sytuacji skoncentrował własne siły do zablokowania cieśniny Surigao (południowego podejścia do zatoki Leyte), przez które zmierzały wydzielone siły 2. Floty CMJ (2. Zespół Uderzeniowy) pod dowództwem wiceadm. Nishimury. 2. Zespół Uderzeniowy został rozbity w nocnej bitwie w cieśninie Surigao, ale odciągnął na południe siły 7. Floty adm. Kinkaida i doprowadził do wyczerpania amunicji przez jego okręty.
Wiceadmirał Kurita był bliski zrealizowania celu operacji „Shō-Ichi-Gō” – zniszczenia amerykańskiego desantu w zatoce Leyte. Amerykańskie lekkie siły nawodne, jakie pozostały do bezpośredniej osłony desantu, mimo desperackich ataków nie mogły poważnie zagrozić jego zespołowi uderzeniowemu. W krótkim boju na podejściach do zatoki Leyte udało mu się zatopić 2 lotniskowce eskortowe i 3 niszczyciele. W krytycznym momencie jednak, pod presją ataków lotniczych, w wyniku których utracił 3 krążowniki, mniemając że ma przed sobą główne siły uderzeniowe 7. Floty, nakazał całkowity odwrót na północ. O rezultacie starcia zadecydowały czynniki psychologiczne i dowodzenie: utrata sztabu na zatopionym krążowniku „Atago” oraz wyczerpanie i ciężki stres, jakiemu poddany był japoński dowódca (związany z zatopieniem okrętu flagowego, ciężkim bombardowaniem lotniczym w dniach poprzedzających oraz desperackimi atakami amerykańskich sił lekkich). Jak przyznał w powojennych wspomnieniach, decyzja o odwrocie wkrótce po nawiązaniu kontaktu bojowego z zespołem desantowym pod Leyte była błędna:

Wówczas decyzja wydawała się właściwa, ale głowę miałem strasznie zmęczoną. I można było mój ówczesny sąd określić jako sąd wyczerpania. Nie czułem zmęczenia, ale znajdując się pod wielkim napięciem i będąc bez snu przez trzy dni i noce, byłem wyczerpany, zarówno fizycznie, jak i duchowo.

Kurita był krytykowany przez część dowódców za to, że nie walczył do końca. On sam z kolei surowo oceniał przełożonych, którzy z bezpiecznych bunkrów w Tokio kazali mu uczestniczyć w beznadziejnej, śmiertelnej walce. W grudniu został pozbawiony dowództwa i mianowany komendantem Akademii Marynarki Cesarskiej.

## Po wojnie
Po kapitulacji Kurita zamieszkał z córką i jej rodziną. Nigdy z nikim nie rozmawiał o wojnie. Wyjątkiem był wywiad, którego udzielił w roku 1954. Przyznał w nim, że podczas bitwy w zatoce Leyte popełnił błąd, ale później zaprzeczył, że się tak wyraził. Niezwykłe było – ze względu na okoliczności – spotkanie admirała tuż po wojnie z amerykańskim analitykiem wojskowym, który zajechał pod wskazany mu adres, wysiadł ze swego jeepa i zobaczył starszego Japończyka pracującego w ogródku. Wiele lat po wojnie opowiadał o tym tak: „To mnie uderzyło. Wojna dopiero co się skończyła. Kurita dowodził największą eskadrą pancerników, jaka kiedykolwiek pływała po oceanach świata, a ja nagle stanąłem wobec człowieka okopującego krzaki ziemniaków...”.
Będąc na emeryturze, Kurita dwa razy w roku pielgrzymował do chramu Yasukuni w Tokio, aby pomodlić się za poległych towarzyszy broni. W roku 1966 uczestniczył w pogrzebie swego starego kolegi, Jisaburō Ozawy. Zmarł jedenaście lat po nim w wieku 88 lat.